# Manœuvre de Toynbee
Pour les articles homonymes, voir Toynbee.
La manœuvre de Toynbee est une manœuvre d'équilibrage, inventée par le médecin Joseph Toynbee (1815-1866), parfois utilisée en plongée sous-marine. Elle a pour but de ré-équilibrer les pressions entre l'oreille externe et l'oreille moyenne.
Par opposition aux autres manœuvres actives (Frenzel ou Valsalva), celle-ci est effectuée lors de la remontée.
Au cas où, exceptionnellement, l'air ne puisse repasser de l'oreille moyenne vers la gorge au cours de la remontée, il peut être nécessaire d'utiliser cette méthode. Il s'agit d'une alternative à la BTV, manoeuvre passive qui peut être effectuée aussi bien lors de la descente que lors de la remontée.
La manœuvre de Toynbee consiste alors à se pincer le nez et effectuer un mouvement de déglutition tout en essayant d'inspirer par le nez afin de créer une dépression qui va attirer l'air au travers des trompes d'Eustache.